# Peix del paradís
El peix del paradís (Macropodus opercularis) és una espècie de peix perciforme anabàntide d'aigua dolça, de la família Osphronemidae, que es troba a la Xina (a la conca del Iang-Tsé), Taiwan, Corea i el nord del Vietnam.

## Morfologia
El cos és robust, però allargat, i aconsegueix una longitud entre 7 i 10 cm. L'aleta dorsal i l'anal són llargues, acabant amb una punta filamentosa. La caudal és bifurcada, molt ampla i allargada. Les aletes ventrals són incipients, mentre que les aletes pectorals són ovalades. El colorit del mascle és esplèndid, encara més cridaner durant el període reproductiu: el cap i la part posterior són blaus, mentre que el mentó i el ventre són de color violeta. Els flancs tenen franges de color vermell i blau psicodèlic, més fosques al dors. Les aletes pectorals són transparents, i les ventrals de color violeta. La dorsal varia del violeta al vermell, així com l'anal, totes dues amb tons bruns. La caudal és vermella amb la punta blava. En la femella el colorit és poc viu: platejat groguenc a castany amb reflexos blaus i vermells. En el comerç, es troben espècimens albins que es consideren menys agressius.

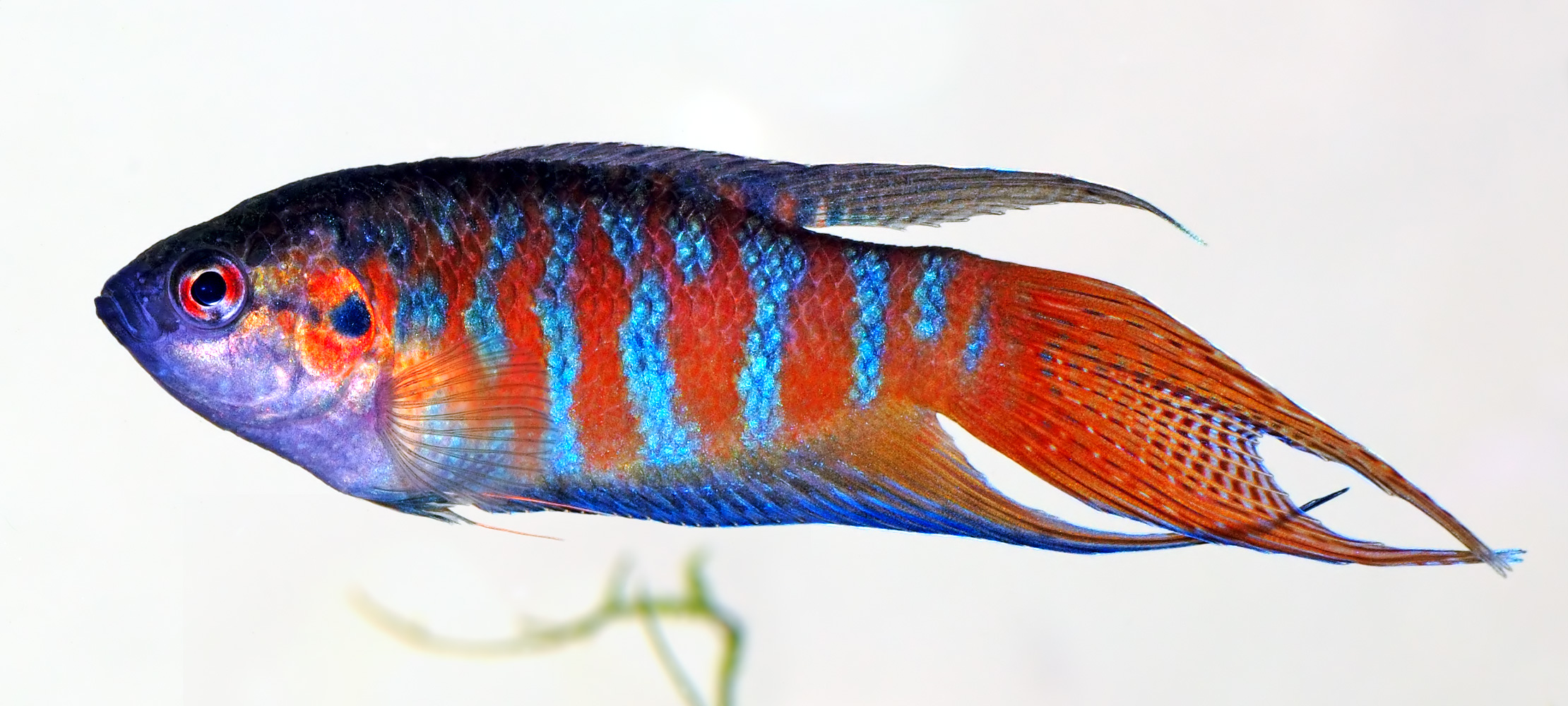
Un exemplar mascle
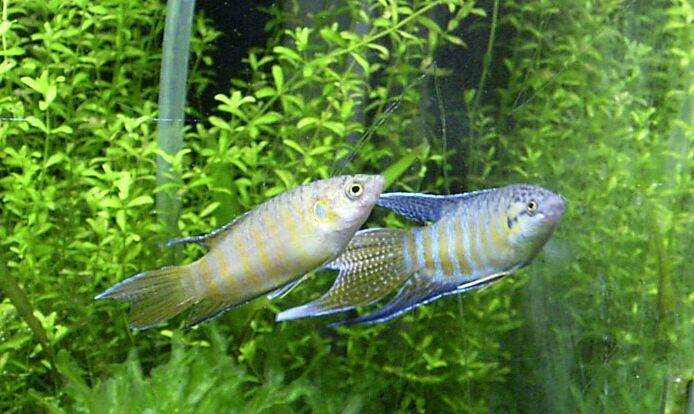
Una parella; la femella és la de l'esquerra

## Hàbitat
Viu en aigües tranquil·les de llacunes i zones semipantanoses i colonitza els boscos i valls inundats durant el monsó. Prefereix aigües poblades de plantes aquàtiques i habita normalment els arrossars.

## En l'aquari
El peix del paradís va ser el primer peix exòtic (si s'exclou el Carassius auratus, considerat un peix de llacunes) a ser importat a Europa (París), el 1869. Avui està àmpliament difós gràcies al seu bell aspecte i a la facilitat amb què es reprodueix en captivitat.
- Comportament:

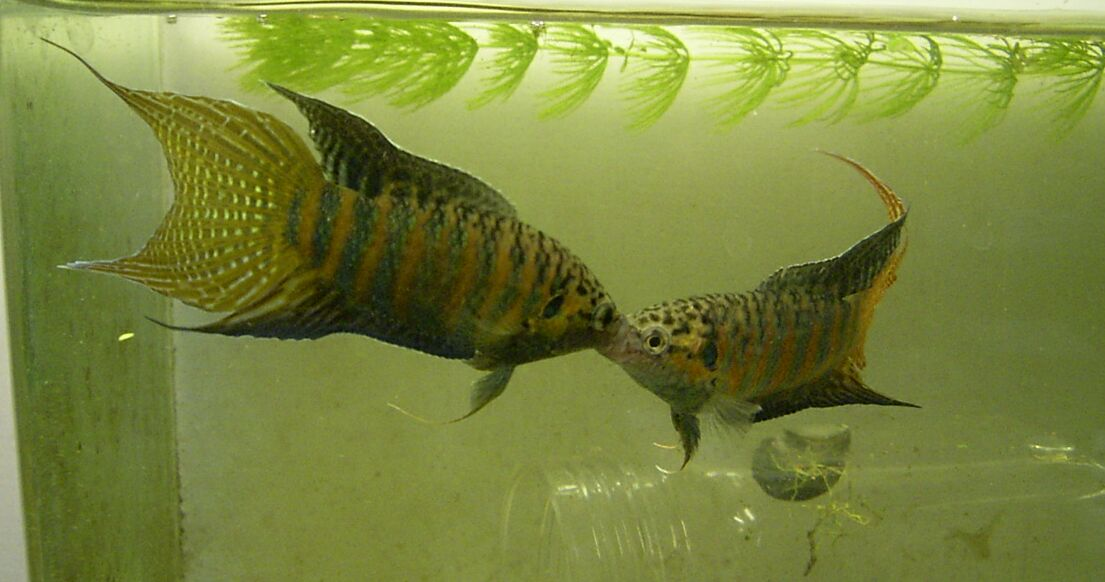
Dos mascles lluitant

Són territorials i agressius, especialment en el període reproductiu. El mascle no tolera la presència d'altres mascles al seu territori.
- Alimentació:

Són carnívors: s'alimenten d'insectes, crustacis, mol·luscos i peixos més petits.
- Reproducció:

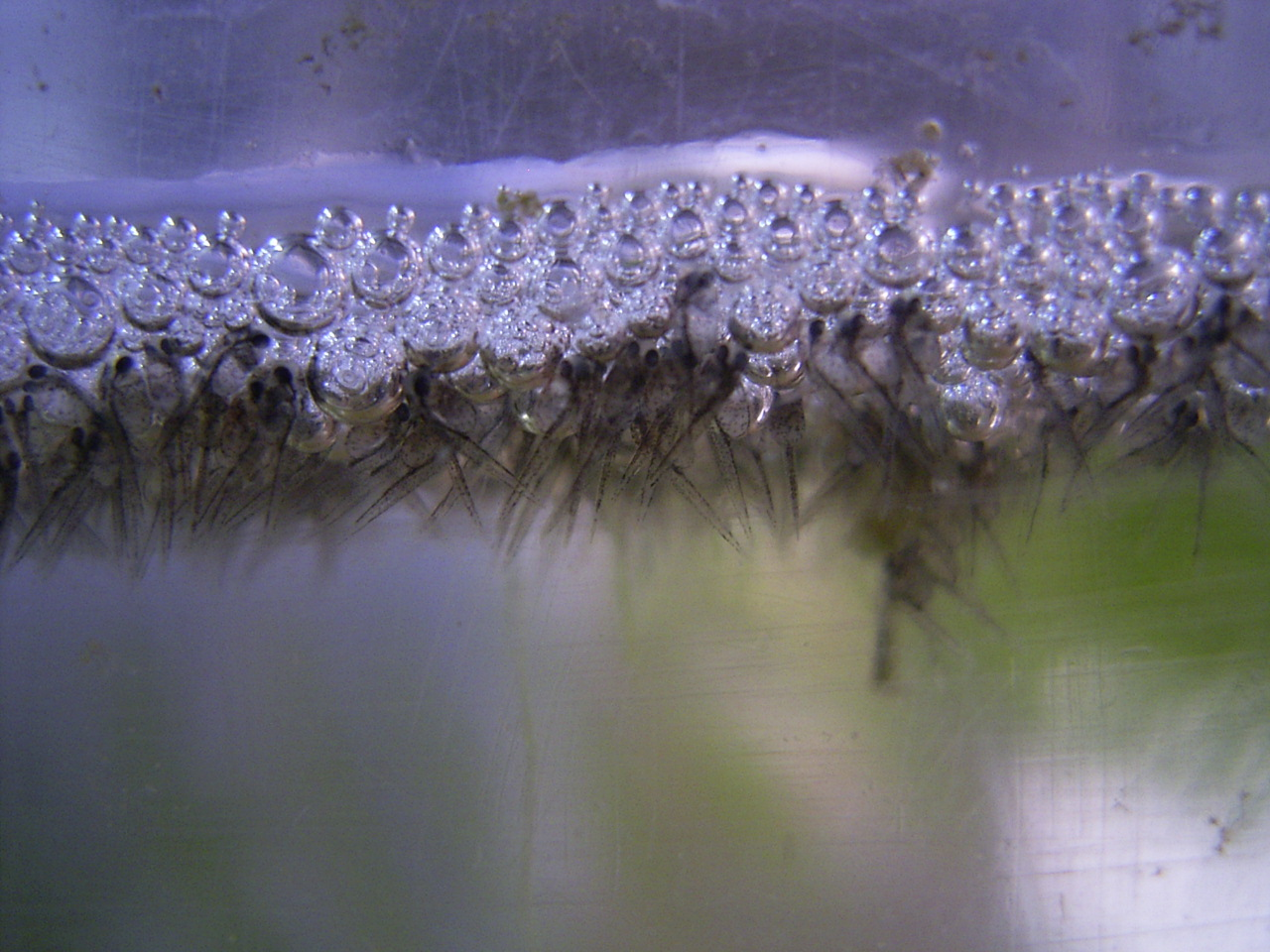
Alevins acabats de néixer que encara no han abandonat el niu de bombolles

Durant el període reproductiu, el mascle construeix un niu de bombolles sobre la superfície de l'aigua, utilitzant com a estructura una planta aquàtica. Quan comença a festejar a la femella li mostra el seu cridaner colorit: si ella li brinda atenció, va al niu de bombolles i executa un llarg cerimonial compost de tendreses i violències per convèncer-la.
L'apariament ocorre quan la femella es col·loca verticalment cap avall i el mascle se li s'enrotlla al voltant: tots dos emeten els seus productes sexuals i el mascle recull els ous per portar-los a la seva bombolla. El procés comprèn nombrosos acoblaments i, quan s'acaba, el mascle expulsa agressivament la femella i qualsevol ésser viu que s'acosti massa al niu. Una hora després de nascuts els alevins, el mascle se n'allunya.

## Galeria
- Mascles lluitant
- Còpula